# Pickens (Karolina Południowa)
Pickens – miasto w Stanach Zjednoczonych, w stanie Karolina Południowa, siedziba administracyjna hrabstwa Pickens.